# Nguyễn Đình Hương (sinh 1930)
Nguyễn Đình Hương (1930-2020) là chính trị gia người Việt Nam. Ông làm phó trưởng Ban Tổ chức Trung ương Đảng Cộng sản Việt Nam nhiều năm liền, qua 9 đời trưởng ban từ năm 1956 đến năm 2007. Ông là Ủy viên Ban Chấp hành Trung ương Đảng Cộng sản Việt Nam khóa 6 (1986-1991) và khóa 7 (1991-1996), Trưởng Ban bảo về chính trị nội bộ, Thường trực A47. Ông có ảnh hưởng đến vụ Ủy viên Bộ Chính trị Nguyễn Hà Phan bị khai trừ khỏi Đảng Cộng sản Việt Nam vào tháng 4 năm 1996.

## Tiểu sử
Nguyễn Đình Hương sinh ngày 7 tháng 1 năm 1930, quê quán tại xã Hưng Long, huyện Hưng Nguyên, tỉnh Nghệ An.
Ông tham gia cách mạng, làm trong ngành quân giới thuộc quân khu Bình Trị Thiên.
Ngày 10 tháng 11 năm 1948, Nguyễn Đình Hương gia nhập Đảng Cộng sản Đông Dương, trở thành đảng viên chính thức vào ngày 4 tháng 3 năm 1949.
Năm 1952, ông công tác ở Bến Bình Ca, tỉnh Tuyên Quang.
Năm 1956, ông được điều động về công tác ở Ban Tổ chức Trung ương Đảng Cộng sản Việt Nam và làm việc tại ban này cho đến khi nghỉ hưu vào năm 2007.
Nguyễn Đình Hương là Ủy viên Ban Chấp hành Trung ương Đảng Cộng sản Việt Nam khóa 6 và 7, Trưởng Ban bảo về chính trị nội bộ, Thường trực A47.
Chiều ngày 11 tháng 5 năm 2018, Nguyễn Đình Hương cùng vợ là bà Trương Thị Xin, cũng sinh năm 1930, nguyên Giám đốc Xí nghiệp May Chiến Thắng, được Bí thư Thành ủy Hà Nội Hoàng Trung Hải trao huy hiệu 70 năm tuổi Đảng Cộng sản Việt Nam.
Ông qua đời ngày 3 tháng 5 năm 2020.

## Khen thưởng
- Huân chương Độc lập hạng Nhất
- Huân chương Lao động hạng Nhất
- Huân chương Kháng chiến chống Mỹ hạng Nhất
- Huy hiệu 70 năm tuổi Đảng Cộng sản Việt Nam